# Vysoká (Tatry)
Vysoká je s výškou 2547 m n. m. jedna z nejvyšších hor ve Vysokých Tatrách. Symetrický dvojvrchol Vysoké je ze všech stran impozantní a patří k nejvýraznějším a nejfotografovanějším štítům Vysokých Tater.
Vysoká se nachází na hlavním hřebeni Vysokých Tater mezi Rysy (asi 750 metrů severozápadně, oddělenými sedlem Váha) a Gankem (asi 750 m východně, odděleným Rumanovym sedlem). Její největší severní stěna padá do Ťažké doliny v 500metrovém převýšení. Tato severní stěna je především v zimě častým cílem horolezeckých výstupů.

## Historie
Původně liptovský název „Visoka“ zmiňuje v roce 1717 Juraj Buchholtz ml. v textu Panorama Tater.
První známy výstup je popsaný v Ročence MKE. Uskutečnil se 3. 9. 1874 pod vedením Mórice Déchyho, vůdci byli Martin Spitzkopf a Ján Ruman ml. Později se stala Vysoká častým cílem turistů a zájem přetrvává dodnes, především pro její blízkost k sedlu Váha nad chatou pod Rysy.
V roce 1955 vynesli chataři Oldřich Bublík z Chaty pod Rysy a Miroslav Jílek z chaty pri Popradskom plese kovový kříž na památku jejich přítele, horolezce Václava Raifa, který tu zahynul.

## Přístup
Vysoká není turisticky přístupná, možný je jen výstup s horským vůdcem, nejčastěji cestou prvovýstupců, tj. od Popradského plesa, Zlomiskovou dolinou přes Kotlinku pod Dračím sedlem do Dračieho sedla a nakonec jihozápadním zářezem a přes centrální žlab na vrchol Vysoké.

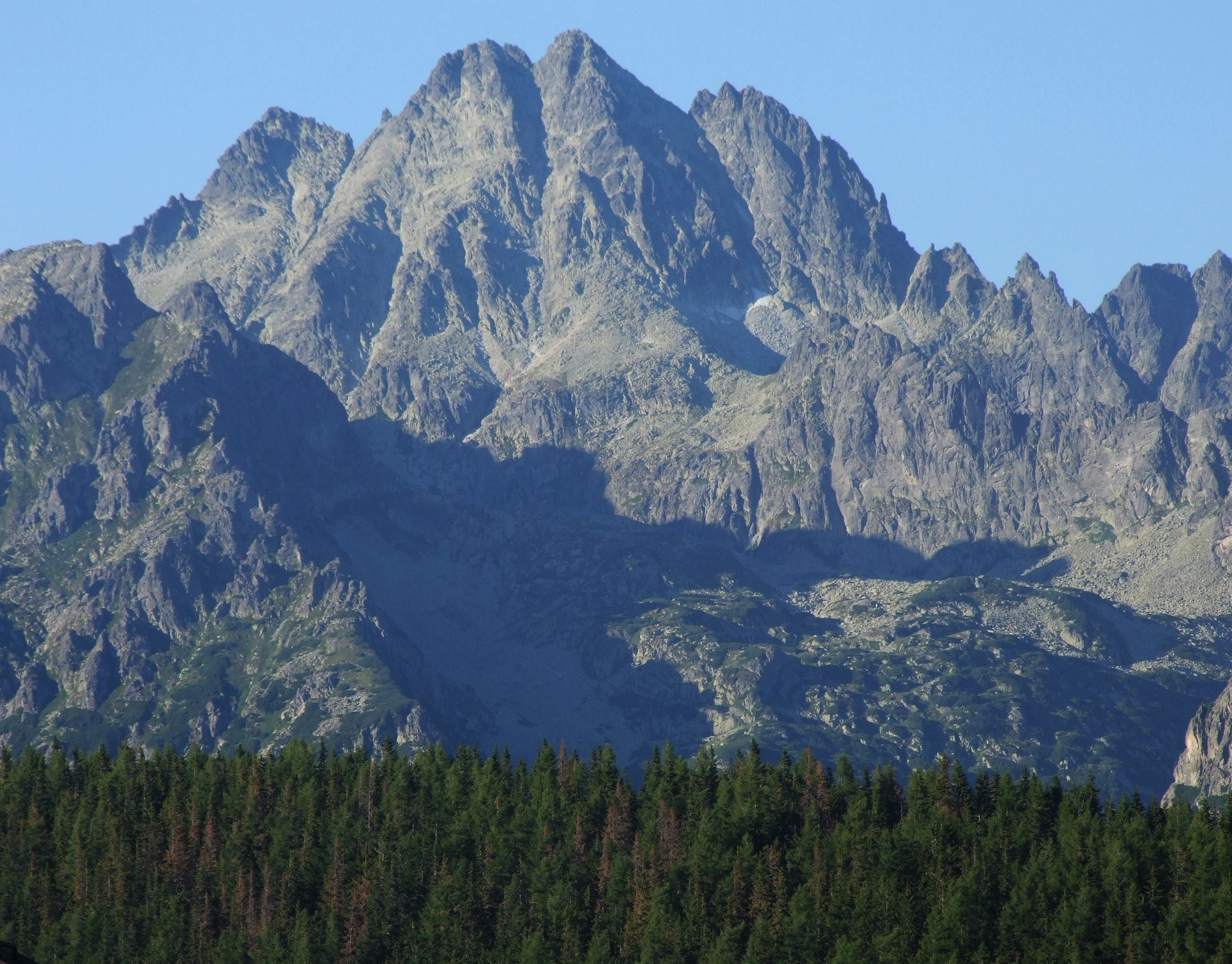
Koruna Tater: Ťažký, Vysoká, Dračí

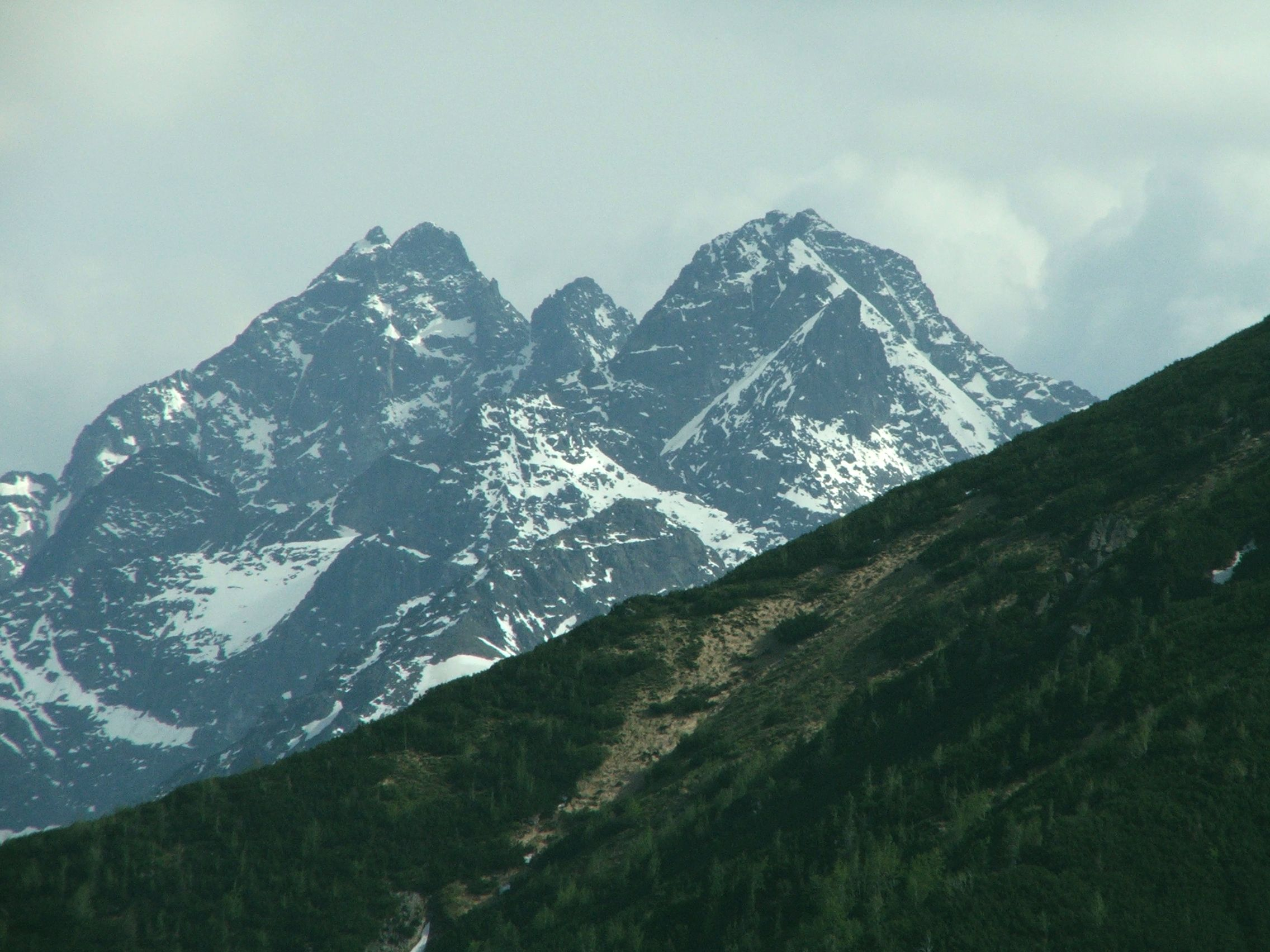
Vysoká (vlevo) a Rysy (vpravo)

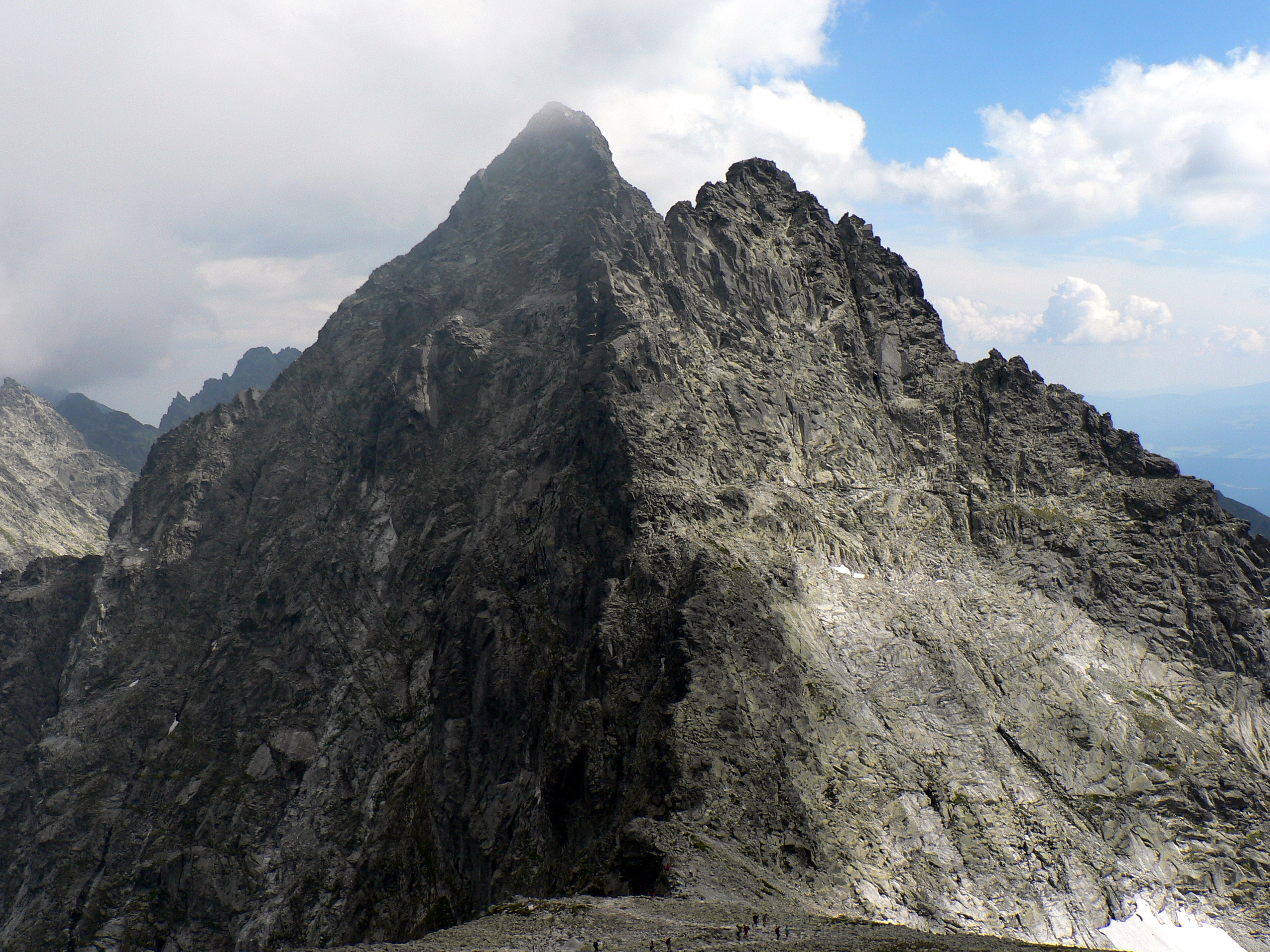
Dvojvrchol Vysoké z Rysů